# Rebeca Linares
Rebeca Linares, nom artístic de Verónica Linares, (Sant Sebastià, 13 de juny de 1983) és una actriu porno basca que posteriorment es va traslladar a Barcelona.
El 2005 va començar la seva carrera en la indústria porno a Espanya, debutant amb la productora Milkyway Channel, però a causa de la poca feina i mala retribució a Espanya, va començar a treballar en altres parts d'Europa com Alemanya i França. El 2006 es va traslladar a Los Angeles (Califòrnia) per estar al costat del gran actor català Nacho Vidal.

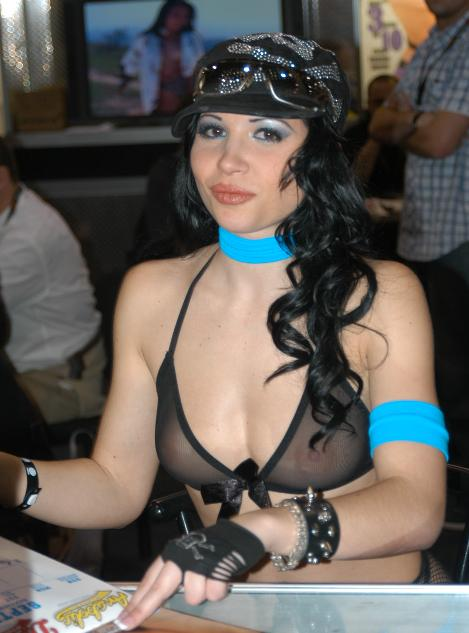
Rebeca Linares (2007)

Ha treballat als Estats Units i el seu nom ha esdevingut famós a la indústria. Ha aparegut en diverses portades de revistes i vídeos per adults. Ha treballat per a empreses com ara Primera Línia, Bang Bros, Private Sex, i la web Cumlouder. El juliol de 2008 va acordar una aparició al cinema convencional a la pel·lícula Homo erectus, preparada per a la seva estrena al setembre de 2008, juntament amb altres estrelles del cinema adult com Ron Jeremy i Jacklyn Lick.
El 2009, Canal + va realitzar un documental sobre la seva vida i carrera estatunidenca titulat "Vine a Las Vegas". Rodat a la ciutat de Las Vegas, a l'estat de Nevada, on l'actriu es trobava per rebre el lliurament dels Premis AVN, els anomenats Oscars del cinema porno, per als quals estava nominada en vuit categories, el documental se centra en la vida professional de Rebeca Linares, després de tres anys en el cinema per a adults dels Estats Units i es mostra el dia a dia de Rebeca en el seu treball, les seves il·lusions i frustracions i la seva lluita per mantenir-se en al cim d'una indústria en crisi, on la carrera de les dones és especialment efímera.
El gener de 2010, Linares va ser guardonada juntament amb el també actor espanyol: Toni Ribas amb el premi AVN Awards, en la categoria de millor escena de trio a la pel·lícula Tori Black is Pretty Filthy.
Actualment participa a diverses pel·lícules a la pàgina web Cumlouder.

## Premis
- 2007 FICEB Ninfa – Millor actriu – IodineGirl[5]
- 2010 Premi AVN – Best Threeway Sex Scene – Tori Black Is Pretty Filthy[6]

## Filmografia selecta[calcitació]
- 2006: Ass Cleavage 8
- 2006: Black Cock Addiction 2
- 2006: Angels of Debauchery 6
- 2007: Ashlynn and Friends 1
- 2007: This Butt's 4 U 3
- 2007: Anal Cream Pie Assault
- 2008: Women Seeking Women 40
- 2008: Homo Erectus
- 2008: Rebeca Linares Raw
- 2008: Anally Yours Love Rebeca Linares
- 2008: Apprentass 8
- 2009: Anal Asspirations 9
- 2009: Swimsuit Calendar Girls 3: Latin Edition
- 2009: Cheating Hollywood Wives
- 2010: The Devil in Miss Jones: The Resurrection
- 2010: Diesel Dongs 11
- 2010: Big wet tits 9